# Oncholaimus martini
Oncholaimus martini is een rondwormensoort uit de familie van de Oncholaimidae.